# Herr Gårman
Herr Gårman är ett skämtsamt namn på det vägmärke som visar platsen för övergångsställen. Herr Gårman är även namnet på figuren på märket. Figuren återfinns också på det gröna trafikljuset för gångtrafikanter. Namnet är en ordlek. Med en lätt uttalsändring utläses det "här går man". Namnet används när barn lär sig trafikregler.

## Om skylten i Sverige

### Historia
Liksom många andra svenska vägskyltar är Herr Gårman-skylten tecknad av Kåge Gustafson. I Sverige var triangeln i dessa skyltar fram till högertrafikomläggningen 1967 gulfärgad, medan det yttre fältet var klarblått. Mannen i mitten av triangeln, "Herr Gårman", såg ut precis som idag. Detta utseende fick mannen i slutet av 1950-talet av tecknare Kåge Gustafson. Övergångsstället som mannen gick på såg däremot annorlunda ut på dessa skyltar, det var markerat med prickar/punkter i två raka linjer på vardera sida om "Herr Gårman" istället för streck, då övergångsställena från början markerades på detta sätt. 1967 infördes en ny skylt lik den gamla, enda skillnaderna var att det yttre fältet fick en mörkblå färg och triangeln blev vit. 1972 fick skylten det utseende den har idag. Prickarna som tidigare markerade övergångsstället byttes ut mot de mer tidsenligt korrekta strecken. Skylten fick även mjukare hörn än den förra som var mer kantig. Kring 1980 byttes den mörkblå färgen i yttre fältet ut mot dagens klarblå. På senare år[när?] började man även tillverka skylten med reflexyta.

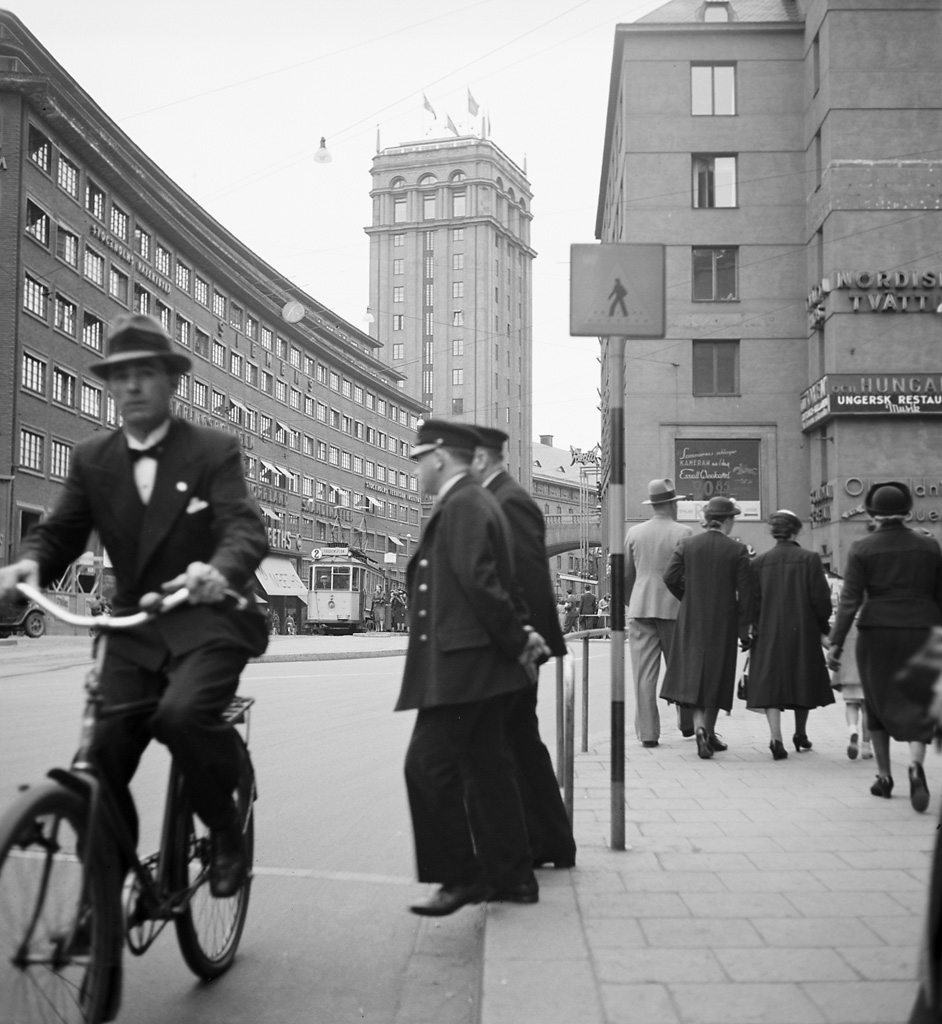
Vägmärket vid korsningen Kungsgatan/Sveavägen i Stockholm, 1939.
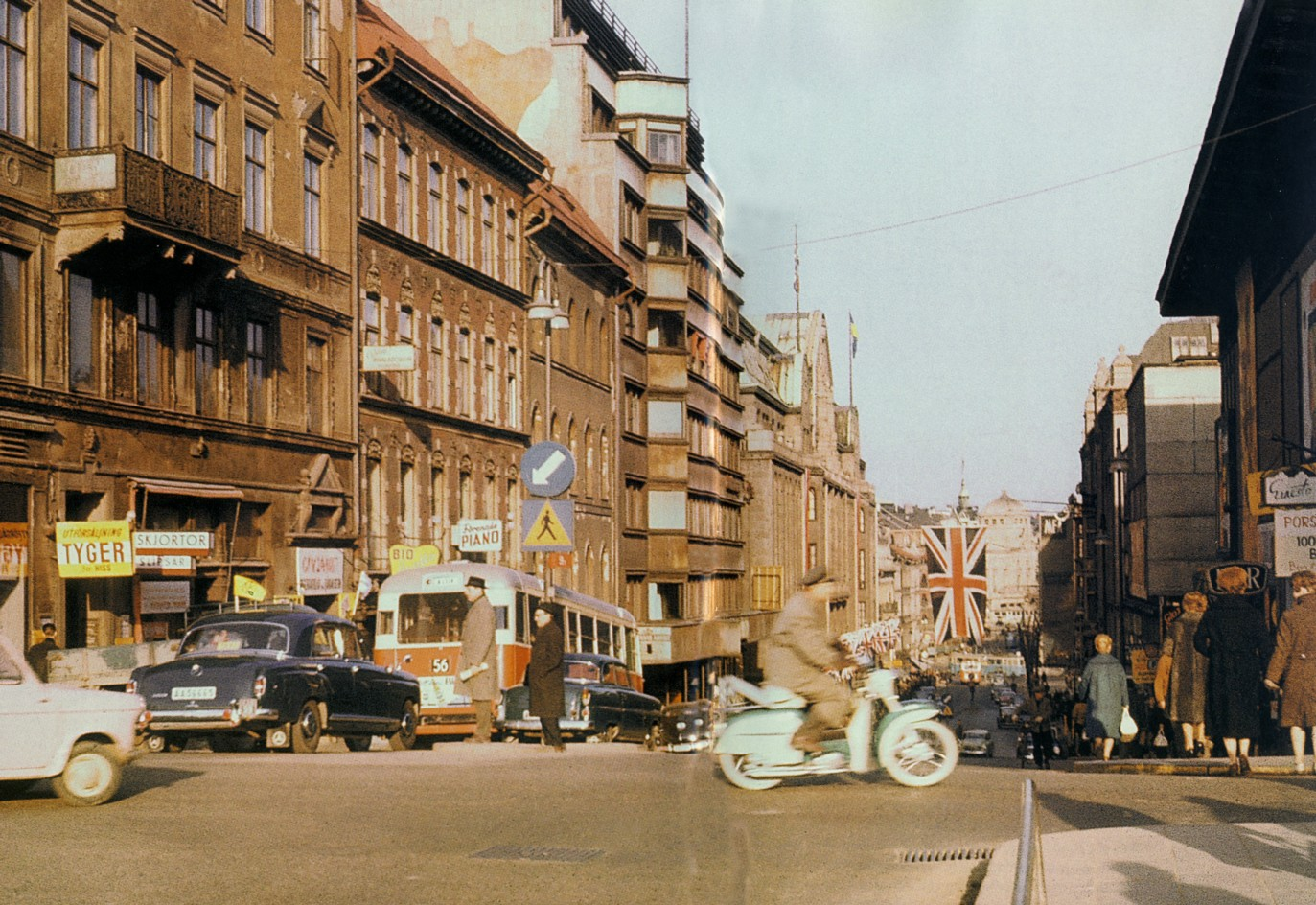
Vägmärket i Stockholm, 1956.
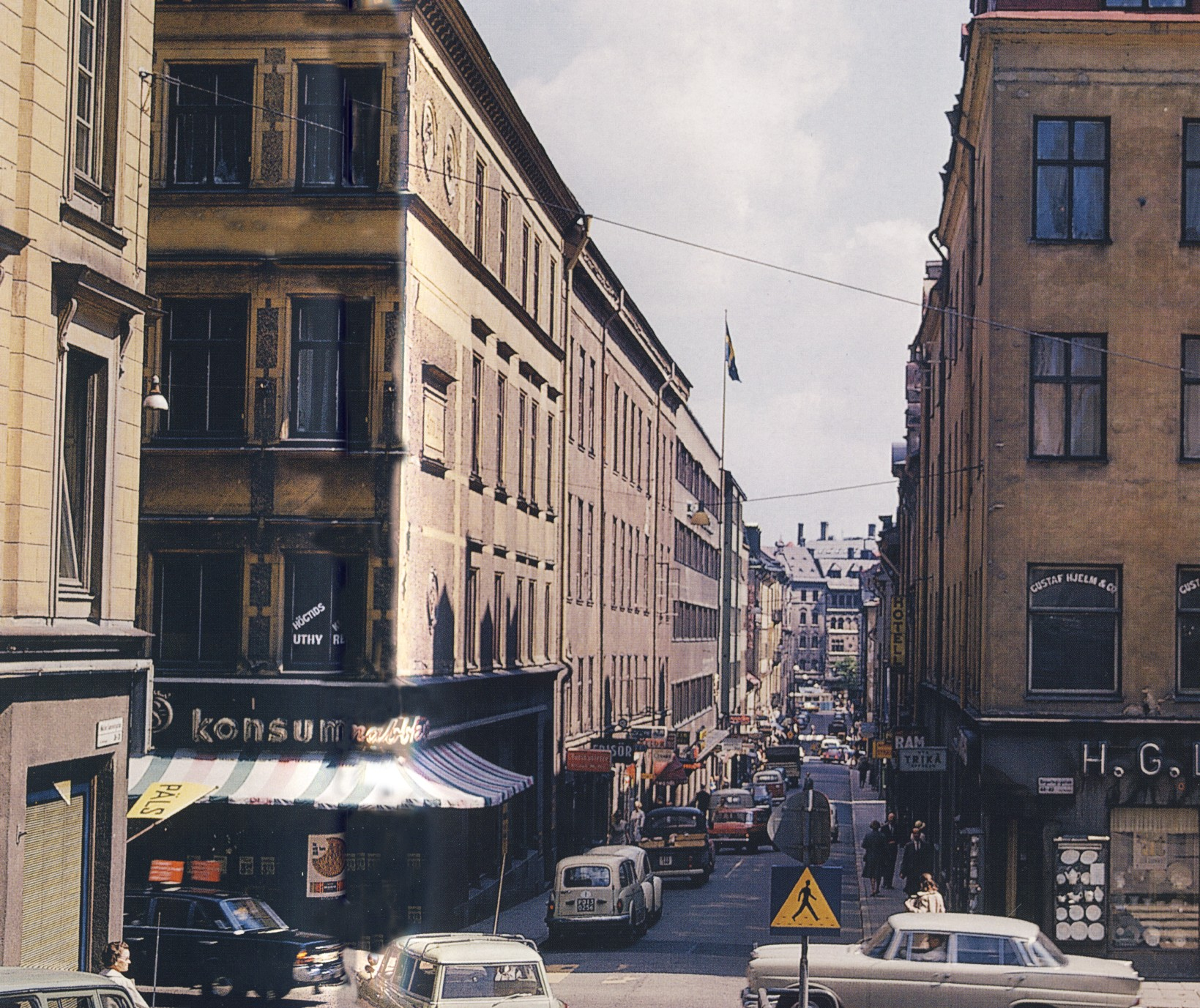
Nederst syns vägmärket i Stockholm år 1966.

### Varianter
I Skanör finns en variant av trafikmärket, där gubben har ersatts av en gås vid ett övergångsställe avsett för gäss. 
I Arvidsjaur finns en variant där gubben på skylten är ersatt av en ekorre. Detta är också ett övergångsställe som är avsett för ekorrar vilket är en unik företeelse (läst 2011). I Uppsala finns även en variant av Herr Gårman men som är avsedd för Pelle Svanslös, barnboksfigur i bok efter Gösta Knutsson.
I Hässleholms kommun föreslogs att Herr Gårman skulle bytas mot en kvinnlig variant. Regeringen beslutade dock att inte ge dispens till Hässleholm för ett sådant införande men att det istället bör övervägas att införas för hela landet. 29 september 2008 rapporterade Dagens Nyheter att Vägverket föreslår regeringen att både Herr och Fru Gårman tas med i en förändrad vägmärkesförordning. Vägverkets Fru Gårman är inte baserad på Karl-Gustaf Gustafsons utkast till Fru Gårman.

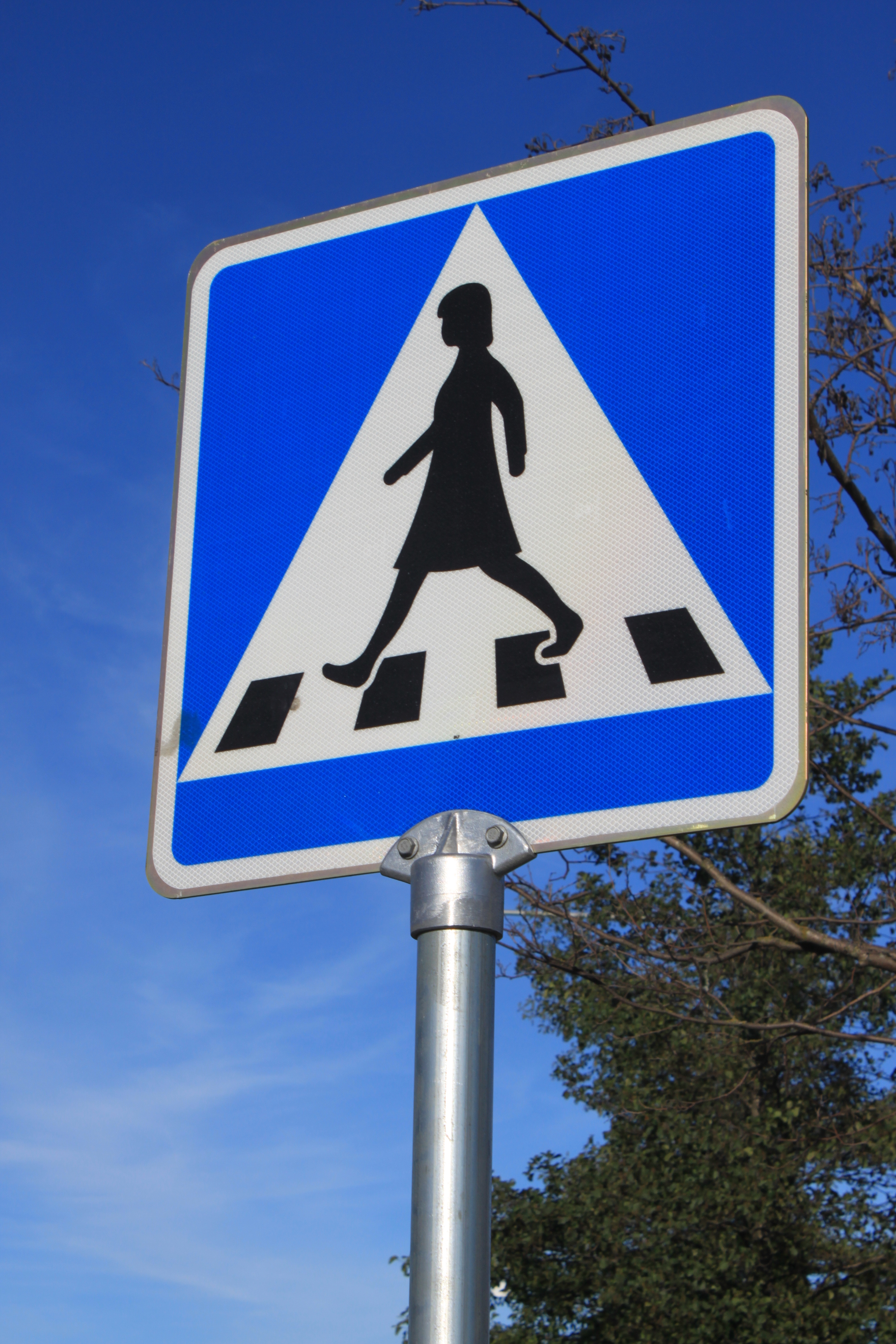
Fru Gårman i Södertälje, 2013.
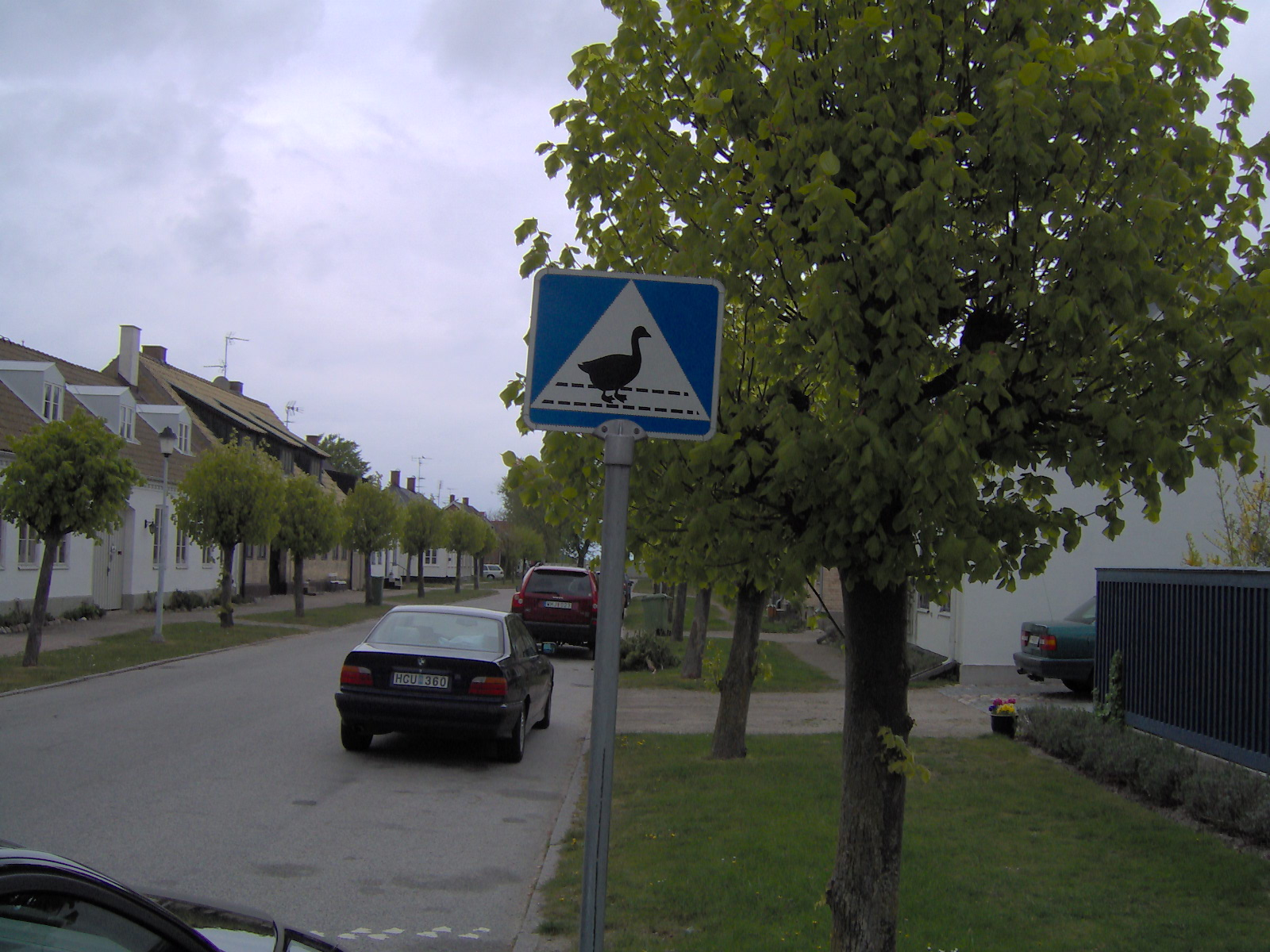
Skylt för speciellt övergångsställe för gäss i Skanör.

### Namn
Uttrycket "Herr Gårman" myntades av musikern Valter Bornemark, då hustrun och kompositören Gullan Bornemark skulle göra barnvisor till en trafikkampanj för Nationalföreningen för trafiksäkerhetens främjande (NTF). Bland kampanjens egna förslag var "Gubben Gå" och "Skyltmannen".  Gullan Bornemarks skiva och sångbok Herr Gårman, med illustrationer av Ylva Källström-Eklund, kom ut 1966.

#### Ramsan om Herr Gårman
Ibland lär sig barn Gullan Bornemarks ramsa som ska få barnen att komma ihåg bättre.
Herr Gårman!
Herr Gårman!
På vita strecken får man
Här men inte där tut tut!
Här men inte där tut tut!
Herr Gårman!
Herr Gårman!
På vita strecken får man!
På vita strecken får man!
Här, Herr Gårman!
Originaltexten lydde "På gula strecken får man", då övergångsställen markerades i gul färg, när sången skrevs i början av 1960-talet. Texten ändrades senare till vita, när övergångsställen målades vita i samband med högertrafikomläggningen 1967.
Ramsan sjöngs som sång i Anita och Televinken. Till samma TV-program gjorde Gullan Bornemark en annan sång om Herr Gårman, Tänk vad han är snäll ändå med Blinka lilla stjärna som melodi.
Då Vägverket tog fram sin godkänd version med en kvinna som motiv på skylten vid övergångsställena, kallades figuren "Fru Gårman".

## Om skylten i andra länder

Vägmärket i Tjeckien.

I Norge har motsvarigheten varit en skylt där figuren bär herrhatt och som kallats Hattemannen. 2006 infördes en nyare skylt där figuren inte längre bär hatt. Skyltar för övergångställe som föreställer en man med hatt finns bland annat i Tjeckien.

## Skylten i filmer och TV-program
Vägmärket skymtas även i Mora Träsk Sånglekar 2 där det användes i låtarna Johnny B. Råttom, fem vilda ungar och bussen.